# Rogy
Rogy és un municipi francès situat al departament del Somme i a la regió dels Alts de França. L'any 2007 tenia 140 habitants.

## Demografia

### Població
El 2007 la població de fet de Rogy era de 140 persones. Hi havia 45 famílies de les quals 12 eren unipersonals (12 homes vivint sols), 4 parelles sense fills i 29 parelles amb fills.
La població ha evolucionat segons el següent gràfic:
Habitants censats

### Habitatges
El 2007 hi havia 63 habitatges, 49 eren l'habitatge principal de la família, 10 eren segones residències i 3 estaven desocupats. Tots els 63 habitatges eren cases. Dels 49 habitatges principals, 44 estaven ocupats pels seus propietaris i 5 estaven llogats i ocupats pels llogaters; 2 tenien dues cambres, 4 en tenien tres, 14 en tenien quatre i 29 en tenien cinc o més. 39 habitatges disposaven pel capbaix d'una plaça de pàrquing. A 21 habitatges hi havia un automòbil i a 25 n'hi havia dos o més.

### Piràmide de població

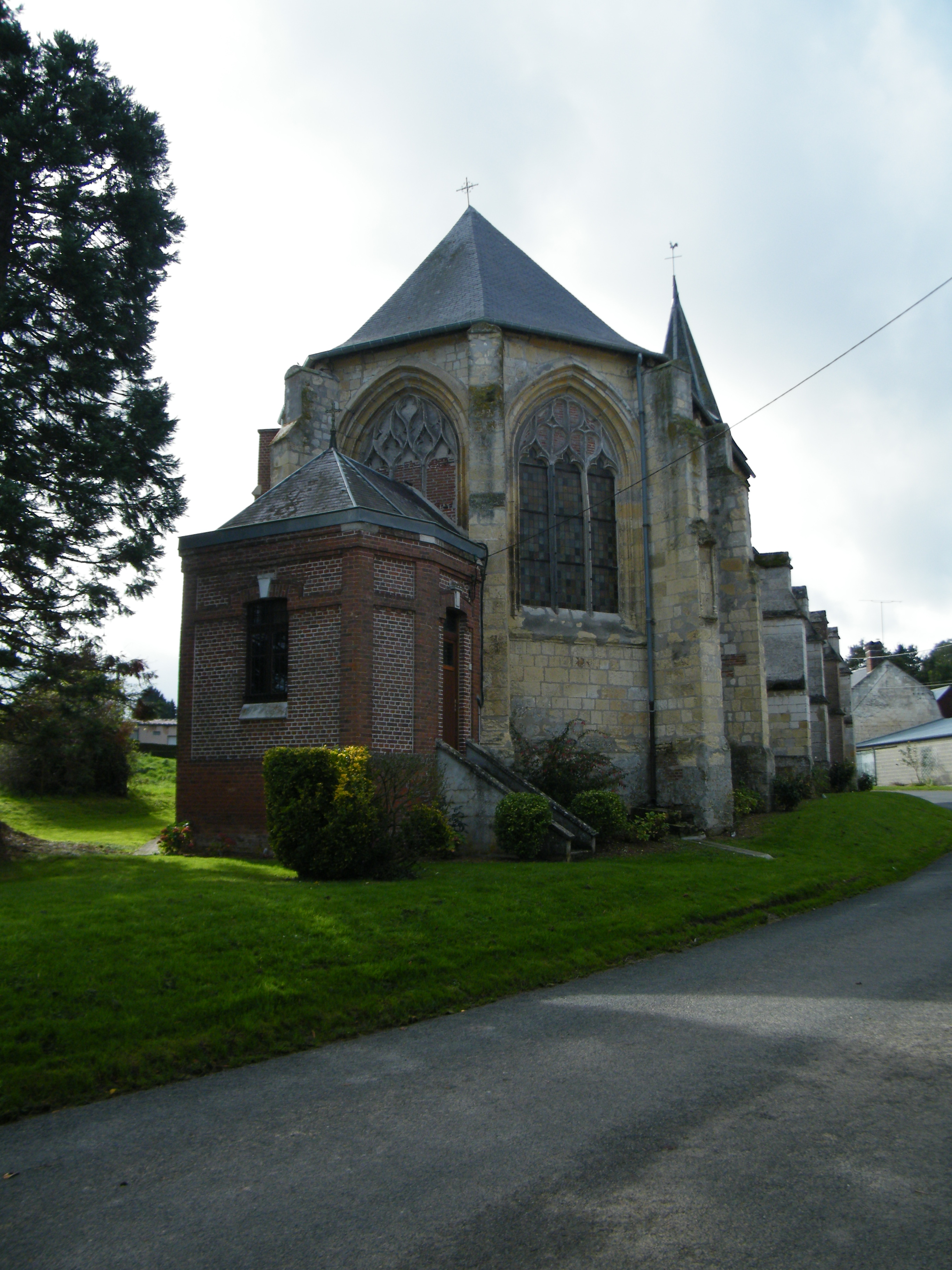

La piràmide de població per edats i sexe el 2009 era:
| Homes | Edats   | Dones |
| ----- | ------- | ----- |
| 0     | 95 o +  | 0     |
| 0     | 90 a 94 | 0     |
| 0     | 85 a 89 | 0     |
| 0     | 80 a 84 | 0     |
| 0     | 75 a 79 | 0     |
| 0     | 70 a 74 | 4     |
| 0     | 65 a 69 | 8     |
| 4     | 60 a 64 | 0     |
| 8     | 55 a 59 | 0     |
| 4     | 50 a 54 | 4     |
| 8     | 45 a 49 | 8     |
| 0     | 40 a 44 | 0     |
| 0     | 35 a 39 | 0     |
| 4     | 30 a 34 | 0     |
| 4     | 25 a 29 | 4     |
| 4     | 20 a 24 | 0     |
| 0     | 15 a 19 | 4     |
| 4     | 10 a 14 | 0     |
| 0     | 5 a 9   | 4     |
| 4     | 0 a 4   | 0     |

## Economia

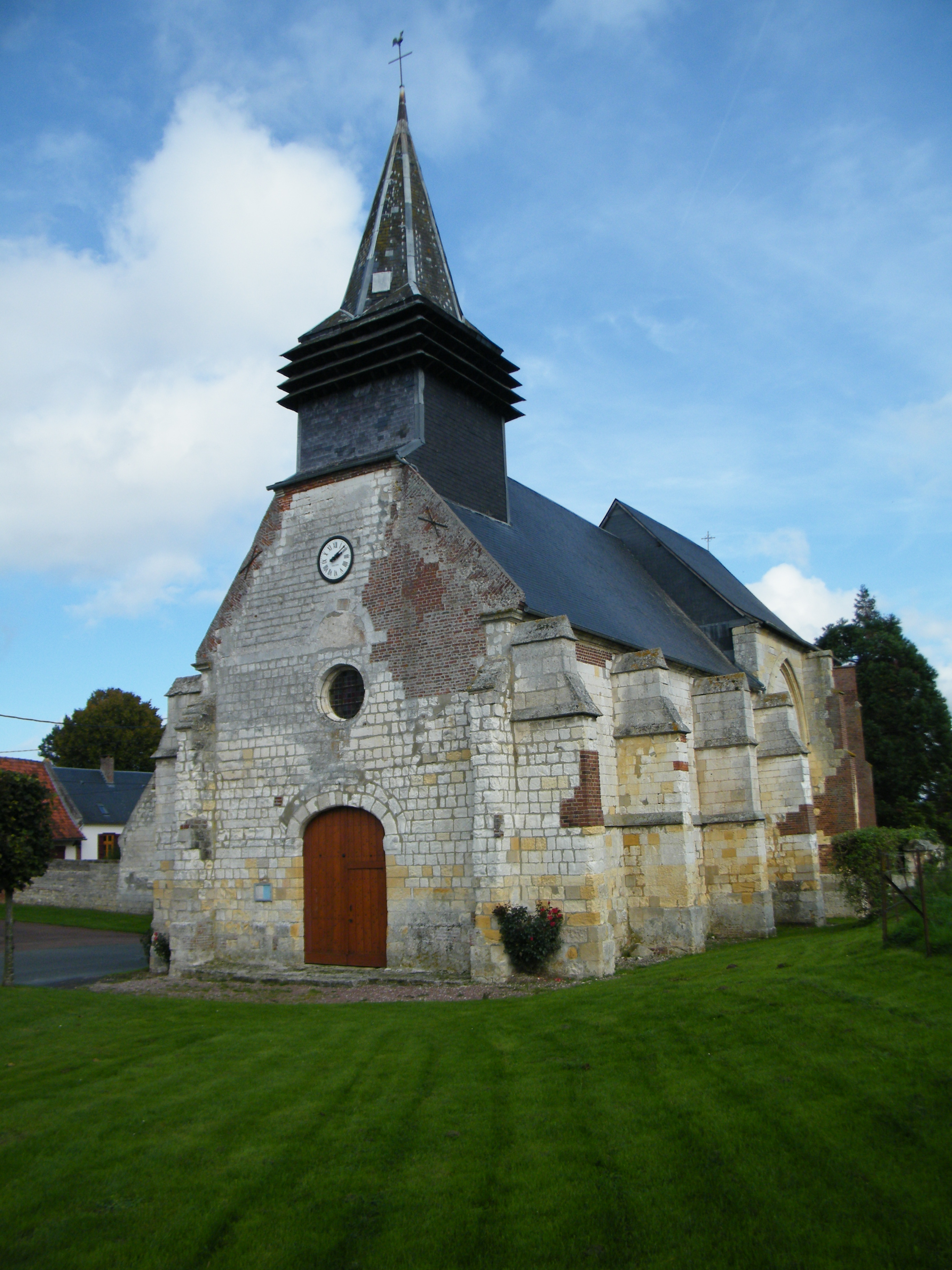

El 2007 la població en edat de treballar era de 82 persones, 61 eren actives i 21 eren inactives. De les 61 persones actives 57 estaven ocupades (35 homes i 22 dones) i 4 estaven aturades (1 home i 3 dones). De les 21 persones inactives 5 estaven jubilades, 8 estaven estudiant i 8 estaven classificades com a «altres inactius».
Activitats econòmiques
L'any 2000 a Rogy hi havia 3 explotacions agrícoles que ocupaven un total de 318 hectàrees.

## Poblacions més properes
El següent diagrama mostra les poblacions més properes.